# Beringstrandläufer

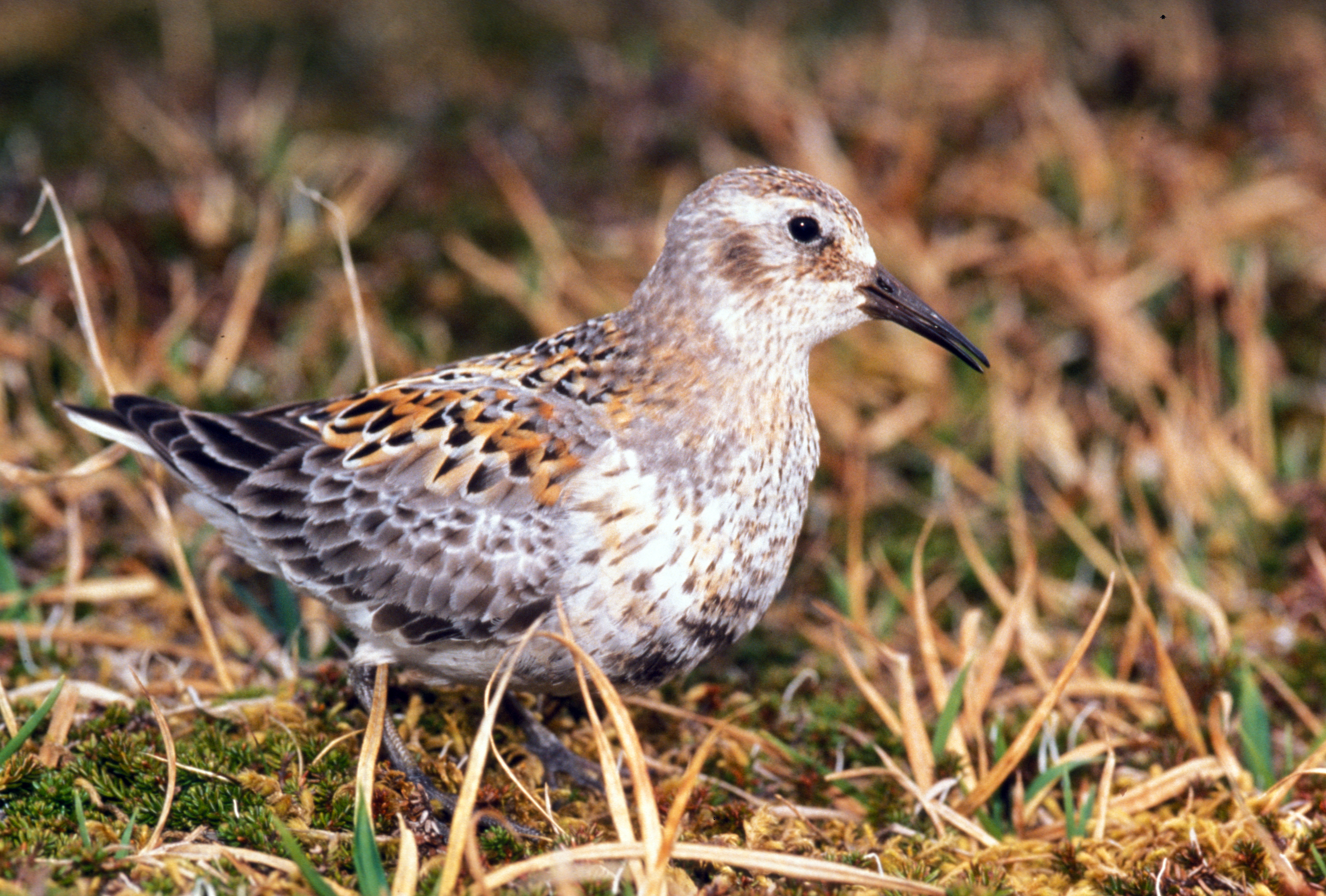
Beringstrandläufer

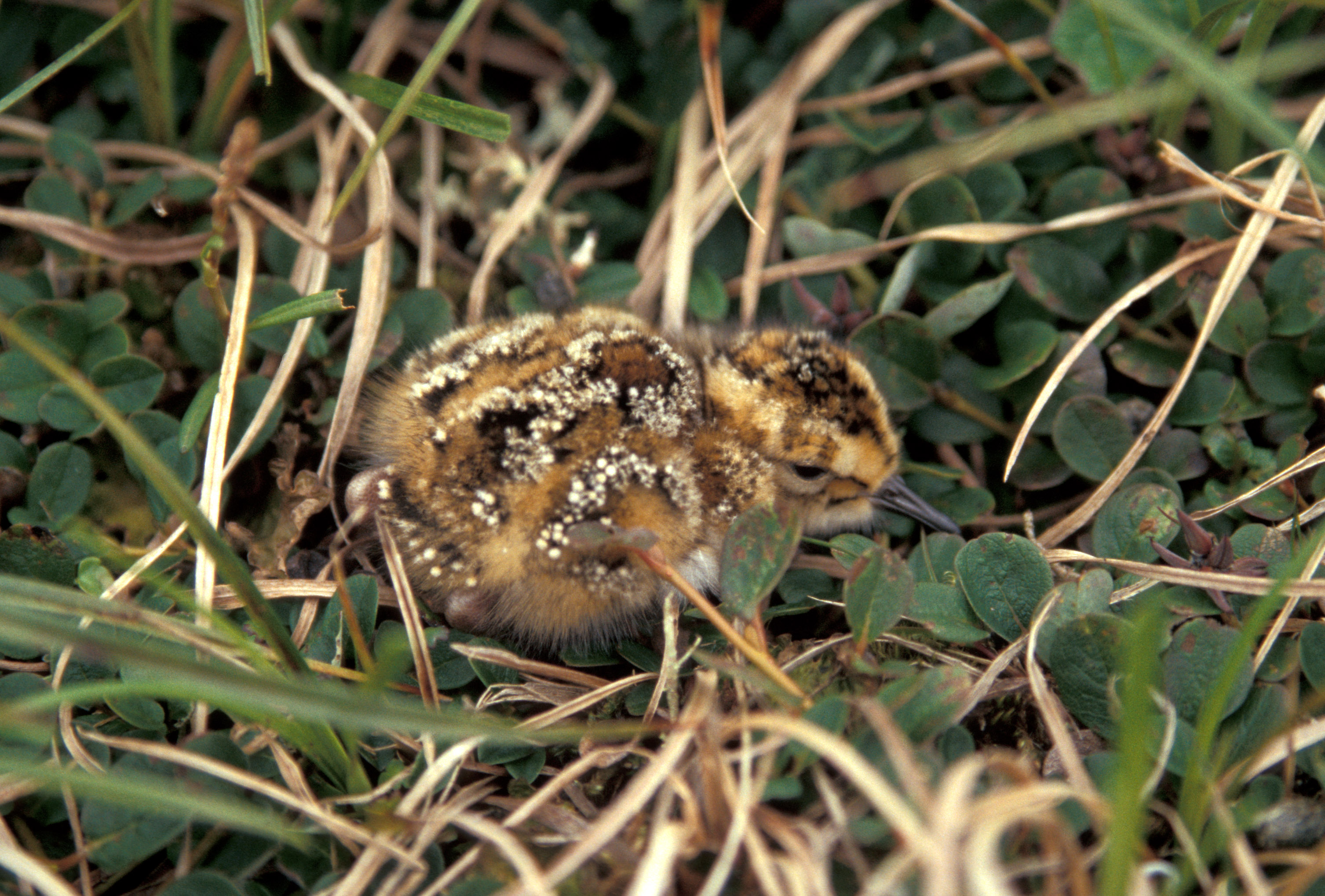
Küken des Beringstrandläufers

Der Beringstrandläufer (Calidris ptilocnemis) ist eine Vogelart aus der Familie der Schnepfenvögel. Er kommt im Norden Nordamerikas und im Norden Ostasiens vor. Die IUCN stuft den Beringstrandläufer als  (=least concern – nicht gefährdet) ein und schätzt den Bestand auf 160.000 bis 170.000 Individuen.
Es werden mehrere Unterarten unterschieden.

## Erscheinungsbild
Der Beringstrandläufer erreicht eine Körperlänge von 20 bis 22 Zentimetern. Die Flügelspannweite beträgt 38 bis 44 Zentimeter. Das Gewicht variiert zwischen 60 und 80 Gramm.
Im Prachtkleid haben Beringstrandläufer einen dunkelbraunen Oberkopf. Die Wangen sind kastanienbraun, der übrige Kopf ist blass bräunlich mit feinen kastanienbraunen Streifen. Die Kehle ist hell ohne jegliche Zeichnung. Vor den Augen befindet sich auf jeder Kopfseite ein dunkler Fleck. Die Iris ist dunkelbraun. Der Schnabel ist dunkelbraun oder dunkel olivfarben mit einer hellen Schnabelbasis. Die Schnabelspitze ist leicht nach unten gebogen. Die Brust ist blass bräunlich mit einer kräftigen dunkelbraunen Streifung. Die Streifen werden in Richtung Bauch dunkler und kräftiger und bilden bei vielen Individuen am Bauch einen dunklen Fleck. Die übrige Körperunterseite ist hell mit nur einer geringen Streifung. Der Mantel ist dunkelbraun, die Federn sind breit kastanienbraun und rötlich gesäumt, so dass die Körperoberseite geschuppt wirkt. Der Rumpf ist dunkelbraun mit helleren Seiten. Die mittleren Schwanzfedern sind dunkel graubraun, die äußeren Schwanzfedern sind blass grau. Die Beine und Füße sind im Winter und zu Beginn des Frühjahrs gelborange und während des übrigen Jahres olivgrün.
Im Schlichtkleid weisen Beringstrandläufer ein Federkleid auf, das dem des Meerstrandläufers sehr ähnelt. Sie sind dann überwiegend hellschiefergrau. Das Federkleid der Jungvögel ähnelt dem Prachtkleid der adulten, weist aber insgesamt weniger Brauntöne auf und die Federn des Mantels sind breiter rötlichbraun gesäumt.

## Verbreitungsgebiet
Der Beringstrandläufer kommt vor allem an den Küsten der Beringstraße vor. Er brütet im Westen Alaskas, auf den Pribilof-Inseln, den Aleuten, dem Osten der Tschuktschen-Halbinsel und den Kommandeurinseln sowie den Kurilen. Ähnlich wie der Meerstrandläufer ist der Beringstrandläufer nahezu ausschließlich an der Küste zu finden und bevorzugt insbesondere Felsenküste. Er kommt allerdings auch im Bereich der Küstentundra vor.
Der Beringstrandläufer ist ein Zugvogel. Er überwintert an der Westküste der Vereinigten Staaten und kommt bis in den Norden Kaliforniens vor.

## Lebensweise
Der Beringstrandläufer frisst Mollusken, Krustentiere, die Larven von Fliegen und andere Wirbellose, besonders Käfer und Spinnen.
Während des Winterhalbjahres lebt er gesellig. Die Vögel kommen in kleinen Schwärmen im Brutgebiet an, wo sie sich jedoch sehr schnell zerstreuen.
Sie brüten in sehr lockeren Kolonien und suchen in kleinen Trupps Nahrung. Die einzelnen Männchen verteidigen jedoch kleinere Brutreviere. Das Nest ist eine flache Mulde, die mit feinem Gras ausgelegt wird. Das Gelege umfasst gewöhnlich vier Eier. Diese weisen eine blass grüne, blass graue, olivfarbene oder bräunliche Schalenfarbe auf und sind dunkel gefleckt. Die Brutzeit beträgt 22 bis 24 Tage. Die Küken sind Nestflüchter, die das Nest etwa zwölf Stunden nach dem Schlupf verlassen. Jungvögel sind mit etwa zwei Jahren geschlechtsreif.

## Belege

### Einzelbelege
1. ↑  Factsheet auf BirdLife International
2. ↑   Sale, S. 190